# Neuville-en-Ferrain
Neuville-en-Ferrain è un comune francese di 10 043 abitanti situato nel dipartimento del Nord nella regione dell'Alta Francia.

## Società

### Evoluzione demografica
Abitanti censiti